# Xã Noxen, Quận Wyoming, Pennsylvania
Xã Noxen (tiếng Anh: Noxen Township) là một xã thuộc quận Wyoming, tiểu bang Pennsylvania, Hoa Kỳ. Năm 2010, dân số của xã này là 902 người.